# Kruč
Kruč ili Živavoda Kruč (talijanski: Acquaviva Collecroce) je mjesto u talijanskoj oblasti Moliseu (kotar Campobasso). Kruč je jedan od tri mjesta u kojima još opstaje jezična zajednica moliških Hrvata. Druga dva mjesta su Štifilić (San Felice del Molise) i Mundimitar (Montemitro).

## Povijest
Iako postoje tragovi slavenskog naselja iz 13. stoljeća, današnje stanovništvo Kruča čine potomci Hrvata koji su se ovdje doselili u 15. i 16. stoljeću. Oni su se doselili u ovo područje iz doline Neretve, bježeći pred turskim osvajanjima.

## Stanovništvo
Stanovništvo Kruča govori moliškim hrvatskim i talijanskim jezikom. Broj stanovnika mjesta naglo opada što je rezultat velikih migracija u prekomorske zemlje.
Razvoj stanovništva

## Šport
- ASD Isola Croata del Molise (Jizola Kroata do Moliza, Hrvatski otok iz Molisea)

## Vanjske poveznice
- (tal.)Stranica Kruča